# We All Love Ennio Morricone
We All Love Ennio Morricone – wydany w roku 2007 tribute album ku czci kompozytora muzyki filmowej, Ennio Morricone. Wystąpili na nim zróżnicowani muzycznie wykonawcy, w tym Andrea Bocelli, Metallica, Bruce Springsteen, Roger Waters i Celine Dion. Dodatkowo, Quincy Jones, wielbiciel muzyki Morricone, zlecił swoim wieloletnim współpracownikom, Alanowi i Marilyn Bergman napisanie tekstu do piosenki „I Knew I Loved You”, który odśpiewała Celine Dion do muzyki z utworu „Deborah's Theme” z filmu Dawno temu w Ameryce. Za utwór „Once Upon A Time In The West” Bruce Springsteen otrzymał nagrodę Grammy Award w kategorii najlepszego instrumentalnego utworu rockowego, wygrywając z zespołem Metallica, który został nominowany do nagrody za wykonanie utworu The Ecstasy of Gold. Płyta sprzedała się w samych Włoszech w ilości 120 tysięcy egzemplarzy.

## Lista utworów
1. „I Knew I Loved You” – Celine Dion
2. „The Good, The Bad and The Ugly” – Quincy Jones z udziałem Patti Austin i Herbiego Hancocka
3. „Once Upon a Time in the West” – Bruce Springsteen
4. „Conradiana” – Andrea Bocelli
5. „The Ecstasy of Gold” – Metallica
6. „Maléna” – Yo-Yo Ma
7. „Come Sail Away” – Renée Fleming
8. „Gabriel's Oboe” – Ennio Morricone
9. „Conmigo” – Daniela Mercury z udziałem Eumira Deodato
10. „La Luz Prodigiosa” – Dulce Pontes
11. „Love Affair” – Chris Botti
12. „Je Changerais d'Avis” – Vanessa and the O's
13. „Lost Boys Calling” – Roger Waters
14. „The Tropical Variation” – Ennio Morricone
15. „Could Heaven Be” – Denyce Graves
16. „Addio Monti” – Taro Hakase
17. „Cinema Paradiso” – Ennio Morricone

## Twórcy

### Metallica (utwór 5)
- James Hetfield - gitara prowadząca, chórki
- Kirk Hammett - gitara rytmiczna
- Lars Ulrich - perkusja
- Robert Trujillo - gitara basowa